# M Velorum
M Velorum (M Vel / HD 83446 / HR 3836) es una estrella en la constelación de Vela, la vela del Argo Navis, de magnitud aparente +4,35. 
No debe ser confundida con m Velorum (HD 85622).
Situada a 107 años luz de distancia del sistema solar, M Velorum es una estrella blanca de la secuencia principal de tipo espectral A7V o A5V. Al igual que el Sol, obtiene su energía de la fusión nuclear de hidrógeno en helio, pero es considerablemente más caliente que este, con una temperatura efectiva de 7977 K.
Es una estrella de características similares a Altair (α Aquilae), Sheratan (β Arietis) o γ Crateris.
Con una luminosidad 19 veces mayor que la luminosidad solar, su velocidad de rotación en el ecuador es de al menos 155 km/s, unas 75 veces más alta que la del Sol pero comparable a la de otras estrellas análogas. Su contenido metálico total —entendiendo por metales aquellos elementos más pesados que el helio— es un 30% mayor que en el Sol ([M/H] = +0,12).
Todos los elementos evaluados —a excepción del zinc— son más abundantes que en nuestra estrella. Destacan los altos niveles de manganeso y sodio; el primero de ellos es casi 6 veces más abundante que en el Sol mientras que el segundo es unas 4 veces más.
Una tenue estrella de magnitud +13,2 a 23 segundos de arco parece estar físicamente ligada a M Velorum.